# Punta Alta
Punta Alta – argentyńskie miasto portowe położone w prowincji Buenos Aires nad Oceanem Atlantyckim (zatoka Bahía Blanca), 673 km od miasta Buenos Aires. Miasto założone zostało 2 lipca 1898 roku. Według spisu z roku 2001 miasto liczyło 60 892 mieszkańców.